# San Pellegrino Terme
San Pellegrino Terme es una localidad y comune italiana de la provincia de Bérgamo, región de Lombardía, con 4.962 habitantes.

## Evolución demográfica
| Gráfica de evolución demográfica de San Pellegrino Terme entre 1861 y 2001 |
|                                                                            |
| Fuente ISTAT - elaboración gráfica de Wikipedia                            |